# Trúc Anh
Nguyễn Trúc Anh (hay còn được gọi là Trúc Anh) (sinh ngày 23 tháng 9 năm 1998) là một nữ diễn viên người Việt Nam. Cô được mọi người chú ý và biết đến nhiều qua vai diễn Hà Lan trong bộ phim Mắt biếc của đạo diễn Victor Vũ.
Ngoài diễn xuất ra, Trúc Anh cũng thử sức mình trong lĩnh vực người mẫu ảnh hoặc đóng quảng cáo cho một số thương hiệu nổi tiếng ở Việt Nam.

## Tiểu sử
Trúc Anh sinh ra và lớn lên tại Thành phố Hồ Chí Minh. Hiện cô đang theo học ngành Quản trị truyền thông tại trường Đại học Greenwich (Việt Nam).

## Sự nghiệp

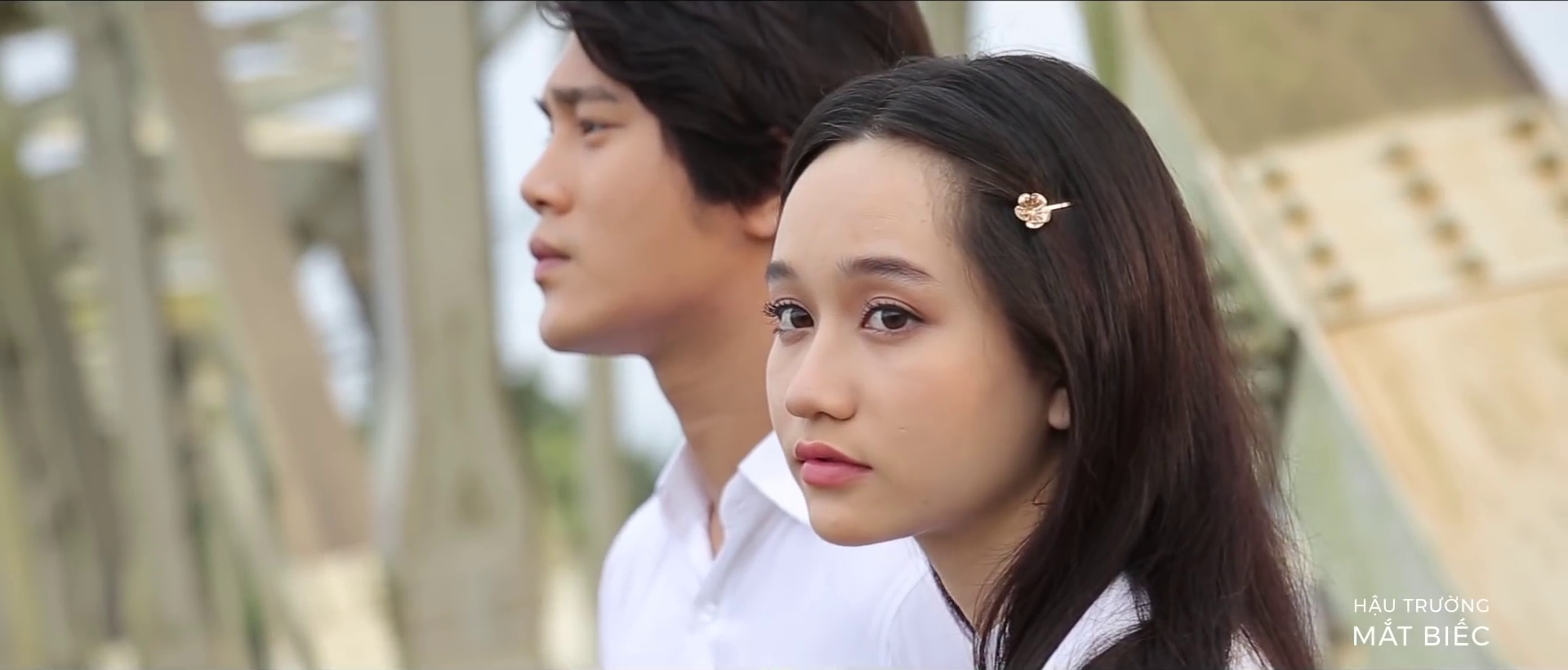
Trúc Anh trong một cảnh hậu trường phim Mắt biếc.

Năm 2014, Trúc Anh tham gia cuộc thi Hoa khôi Nữ sinh Áo dài Việt Nam và dừng chân tại Top 20.
Trước khi được biết đến với vai diễn Hà Lan trong phim Mắt biếc, Trúc Anh từng thử sức mình qua vai diễn chính trong bộ phim dành cho lứa tuổi học trò Ngốc ơi tuổi 17 nhưng lại không tạo được nhiều tiếng vang. Ngoài ra, cô cũng góp mặt trong một số bộ phim ngắn cũng thuộc thể loại học đường nhưng lại thu hút khá nhiều lượt xem từ các bạn trẻ hiện đang được chiếu trên YouTube như: Hoàng hôn đến từ bình minh, Nhà nàng ở cạnh nhà tôi, Ê! Nhỏ lớp trưởng.

### Nổi tiếng từ bộ phimMắt biếc
Để vào vai Hà Lan trong phim Mắt biếc, Trúc Anh đã xuất sắc vượt qua 1400 ứng cử viên để được đạo diễn Victor Vũ lựa chọn. Với đôi mắt biếc long lanh biết nói, Trúc Anh nhanh chóng nhận được phản hồi tích cực từ phía khán giả nhờ lối diễn xuất chân thật thể hiện được nét hồn nhiên, ngây thơ của một cô nữ sinh, những rung động đầu đời trong tình yêu hay nỗi hụt hẫng khi Ngạn vì quá nhút nhát mà không thể bày tỏ tình cảm. Mắt biếc đã chạm mốc 50 tỷ đồng và trở thành một trong những phim chiếu rạp đạt kỷ lục nhanh nhất lịch sử điện ảnh Việt Nam.
Thành công của bộ phim đã giúp cho tên tuổi của Trúc Anh nhận được nhiều sự chú ý hơn từ phía khán giả. Và mới đây nhất, cô lại tiếp tục nhận được sự chú ý khi tham gia vào dự án phim mang tên Thiên thần hộ mệnh cũng của đạo diễn Victor Vũ.

## Phim đã tham gia
- Nhà nàng ở cạnh nhà tôi
- Hoàng hôn đến từ bình minh
- Ngốc ơi là ngốc
- Ngốc ơi tuổi 17
- Ê! Nhỏ lớp trưởng
- Mắt biếc
- Thiên thần hộ mệnh
- Đánh Cắp Số Phận

## Video âm nhạc đã xuất hiện
| Năm  | Tên                        | Nghệ sĩ                  | Ghi chú                  |
| ---- | -------------------------- | ------------------------ | ------------------------ |
| 2018 | Ngốc Ơi Là Ngốc            |                          | "Ngốc Ơi Là Ngốc" OST    |
| 2019 | Mai Này                    | Phùng Khánh Linh ft. Han | "Ngốc Ơi Tuổi 17" OST    |
| 2019 | I Luv You                  | Thanh Nhàn, JBin         | "Ê! Nhỏ Lớp Trưởng" OST  |
| 2019 | Ê! Nhỏ Lớp Trưởng          | Leo, JBin, Him, Muse     | "Ê! Nhỏ Lớp Trưởng" OST  |
| 2020 | Hà Lan                     | Phan Mạnh Quỳnh          | "Mắt Biếc" OST           |
| 2020 | Có Chàng Trai Viết Lên Cây | Phan Mạnh Quỳnh          | "Mắt Biếc" OST           |
| 2021 | Nhìn Vậy Mà Không Phải Vậy | Orange                   | "Thiên Thần Hộ Mệnh" OST |

## Giải thưởng
| Năm  | Giải thưởng    | Hạng mục                                         | Đề cử cho | Kết quả |
| ---- | -------------- | ------------------------------------------------ | --------- | ------- |
| 2020 | Giải Cánh diều | Nữ diễn viên chính xuất sắc nhất - Phim Điện Ảnh | Bản thân  | Đề cử   |